# 22-es busz (Pécs)
A pécsi 22-es jelzésű autóbusz a Kertvárost és Nagydeindolt köti össze egymással és a belvárossal. Nagydeindol a Mecsek oldalban helyezkedik el, onnan igen nehézkes a lejutás a városba, de mégis közlekedik busz járat arrafelé. A forduló egy Y forduló, csuklós buszoknak esélyük sincs se megfordulni, se feljutni odáig a szűk utcák miatt.

## Története
1946. szeptember 28-án indult járat a Tüzér út és Istenkút között. Az 1960-as években 22-es jelzéssel járat közlekedett Nagydaindolból a Széchenyi téren keresztül Széchenyi aknára. 1965. május 6-ától a nyugati, északnyugati városrész járatai Újmecsekaljáról indultak, ekkor került ide a 22-es végállomása is. Az 1980-as évekig a 23-as útvonalán közlekedett Ürög felsőig.

## Útvonala
| Nagydeindol → Uránváros → Árkád → Kertváros | Fagyöngy utca → Árkád → Uránváros → Nagydeindol |
| --- | --- |
| Nagydeindol – Nagydeindoli utca – Fábián Béla utca – Magyarürögi út – Fülemüle utca – Magyarürögi út – Páfrány utca – Ürögi fasor – Makay István út – Esztergár Lajos utca – Ybl Miklós utca – Nendtvich Andor út – Athinay utca – József Attila utca – Szabadság utca – Rákóczi út – Alsómalom utca – Alsómalom utca – Siklósi út – Árnyas út – Táncsics Mihály utca – Málomi út – Aidinger János út – Sztárai Mihály út – Kertváros | Fagyöngy utca – Illyés Gyula út – Malomvölgyi út – Nagy Imre út – Aidinger János út – Málomi út – Táncsics Mihály utca – Árnyas út – Siklósi út – Alsómalom utca – Rákóczi út – Szabadság utca – József Attila utca – Athinay utca – Nendtvich Andor út – Ybl Miklós utca – Esztergár Lajos utca – Makay István út – Ürögi fasor – Páfrány utca – Magyarürögi út – Fülemüle utca – Magyarürögi út – Fábián Béla utca – Nagydeindoli utca – Nagydeindol |

## Megállóhelyei
| 22 (Nagydeindol – Uránváros – Autóbusz-állomás – Kertváros) |                                     |          | |               |
| Perc (↓)                                                    | Megállóhely                         | Perc (↑) | Megállóhelyet érintő járatok | Létesítmények |
| 0                                                           | Nagydeindol végállomás              | 41       | 22, 23Y, 107E |               |
| 1                                                           | Márialak                            | 40       | 22, 23Y, 107E |               |
| 2                                                           | Istenkút                            | 38       | 22, 23, 23Y, 107E |               |
| 3                                                           | Ürög felső                          | 37       | 22, 23, 23Y, 24, 107E · Helyközi autóbuszok |               |
| 4                                                           | Égervölgy                           | 36       | 22, 24, 107E |               |
| 5                                                           | Fülemüle utca                       | 34       | 22, 24, 107E |               |
| 6                                                           | Ürög alsó                           | 33       | 22, 23, 23Y, 24, 107E · Helyközi autóbuszok |               |
| 7                                                           | Híd                                 | 32       | 22, 23, 23Y, 24, 107E |               |
| 8                                                           | Pázmány Péter utca                  | 31       | 22, 23, 23Y, 24, 107E |               |
| 9                                                           | Uránváros                           | 30       | 1, 2, 2A, 2E, 4, 4Y, 21, 21A, 22, 23, 23Y, 24, 25, 25A, 26, 26A, 27, 27Y, 28, 28A, 28Y, 29, 102, 102Y, 104, 104A, 104E, 104Y, 107E, 121 · Helyközi autóbuszok                                                                                   |               |
| 11                                                          | Olympia Üzletház                    | 28       | 1, 2, 2A, 2E, 4, 4Y, 21, 21A, 22, 23, 23Y, 24, 102, 102Y, 104, 104A, 104E, 104Y, 121 |               |
| 12                                                          | Mecsek Áruház                       | 27       | 1, 2, 2A, 2E, 4, 4Y, 21, 21A, 22, 23, 23Y, 24, 102, 102Y, 104, 104A, 104E, 104Y, 121 · Helyközi autóbuszok |               |
| 14                                                          | Nendtvich Andor út, Ybl Miklós utca | 26       | 22, 23, 23Y, 24 |               |
| 15                                                          | Tüzér utca, Nendtvich Andor út      | 24       | 22, 23, 23Y, 24, 107E |               |
| 17                                                          | Megyeri tér                         | 22       | 21, 21A, 22, 23, 23Y, 24, 121 |               |
| 19                                                          | Szabadság utca                      | 21       | 21, 21A, 22, 23, 23Y, 24, 121 |               |
| 20                                                          | Zsolnay-szobor                      | 20       | 2, 2A, 2E, 3, 3E, 6, 6E, 7, 7Y, 8, 13Y, 14, 14Y, 22, 23, 23Y, 24, 25, 26, 26A, 27, 27Y, 28, 28A, 28Y, 29, 30, 31, 32, 32Y, 34, 34Y, 35, 35Y, 36, 37, 38, 38Y, 39, 40, 44, 46, 47, 73, 73Y, 102, 102Y, 103, 107E, 109E, 130, 140                 |               |
| 22                                                          | Árkád                               | 18       | 2, 2A, 2E, 3, 3E, 4, 4Y, 6, 6E, 7, 7Y, 8, 13, 13E, 13Y, 14, 14Y, 15, 15A, 22, 23, 23Y, 24, 25, 26, 26A, 27, 27Y, 28, 28A, 28Y, 29, 30, 33, 38, 38Y, 39, 40, 60, 60Y, 73, 73Y, 102, 102Y, 103, 104, 104A, 104E, 104Y, 107E, 109E, 130, 130A, 140 |               |
| 23                                                          | Rákóczi út                          | ∫        | 20, 21, 21A, 22, 23, 23Y, 24, 25, 26, 27, 27Y, 28, 28Y, 29, 33, 38, 38Y, 39, 40, 44, 60, 60A, 60Y, 121, 140 |               |
| 25                                                          | Autóbusz-állomás végállomás         | 15       | 3, 3E, 6, 6E, 7, 7Y, 8, 20, 21, 21A, 22, 23, 23Y, 24, 41, 41E, 41Y, 42, 42Y, 43, 60, 60A, 60Y, 73, 73Y, 103, 107E, 109E, 121, 130, 130A · Helyközi és távolsági autóbuszok                                                                      |               |
| 27                                                          | Bőrgyár                             | 14       | 3, 6, 7, 7Y, 8, 22, 23, 23Y, 24, 33, 41, 41Y, 42, 42Y, 43, 60, 60A, 60Y, 73, 73Y, 103, 130, 130A · Helyközi autóbuszok |               |
| 28                                                          | Béke utca                           | 12       | 6, 7, 7Y, 8, 22, 23, 23Y, 24, 41, 41Y, 42, 42Y, 43, 73, 73Y |               |
| 30                                                          | Temető északi kapu                  | 11       | 6, 7, 7Y, 8, 22, 23, 23Y, 24, 33, 41, 42Y, 43, 73, 73Y, 142 · Helyközi autóbuszok |               |
| 31                                                          | Árnyas út                           | 9        | 3, 3E, 22, 23, 23Y, 24, 33, 60, 60A, 60Y, 103 |               |
| 32                                                          | Enyezd utca                         | 8        | 22, 23, 23Y, 24, 33, 60, 60A, 60Y |               |
| 33                                                          | Aidinger János út                   | 7        | 1, 7, 7Y, 22, 23, 23Y, 24, 55, 60, 60A, 60Y, 73, 73Y, 107E, 109E, 142 |               |
| 34                                                          | Sztárai Mihály út                   | 6        | 1, 7, 7Y, 22, 23, 23Y, 24, 55, 60, 60A, 60Y, 73, 73Y, 107E, 109E, 142 |               |
| 36                                                          | Kertváros végállomás                | ∫        | 3, 3E, 6, 6E, 22, 23, 23Y, 24, 55, 61, 62, 103, 121, 130, 130A · Helyközi autóbuszok |               |
| ∫                                                           | Csontváry utca                      | 5        | 1, 3, 3E, 6, 6E, 7, 7Y, 22, 23, 23Y, 24, 55, 60, 60A, 60Y, 61, 62, 73, 73Y, 103, 107E, 109E, 121, 130, 130A, 142 |               |
| ∫                                                           | Tildy Zoltán utca                   | 4        | 1, 8, 22, 23, 23Y, 24, 33, 62, 73, 73Y, 109E, 142 |               |
| ∫                                                           | Gadó utca                           | 3        | 1, 8, 22, 23, 23Y, 24, 33, 62, 73, 73Y, 109E, 142 |               |
| ∫                                                           | Málom-hegyi út                      | 2        | 1, 8, 22, 23, 23Y, 24, 33, 62, 73, 73Y, 109E, 142 |               |
| ∫                                                           | Csipke utca                         | 1        | 1, 8, 22, 23, 23Y, 24, 33, 62, 73, 73Y, 109E, 142 |               |
| ∫                                                           | Fagyöngy utca végállomás            | 0        | 1, 8, 22, 23, 23Y, 24, 33, 51, 52, 62, 73, 73Y, 109E, 142 |               |